# Anthony Franciosa
Anthony Franciosa is de artiestennaam van de Amerikaanse acteur Anthony George Papaleo (New York, 25 oktober 1928 – Los Angeles, 19 januari 2006). Hij werd in 1958 genomineerd voor een Academy Award voor zijn hoofdrol als Polo Pope in A Hatful of Rain. Voor dezelfde rol kreeg Franciosa daadwerkelijk de prijs voor beste acteur op het Filmfestival van Venetië. In 1960 won hij tevens een Golden Globe voor zijn hoofdrol als Sam Lawson in de dramafilm Career.
'Franciosa' was de meisjesnaam van zijn moeder.
De Italiaans-Amerikaanse Franciosa speelde sinds 1954 eenmalige rolletjes in verschillende televisieseries voordat hij in 1957 zijn debuut op het witte doek maakte, als Tony Armotti in This Could Be the Night. Dat bleek voor hem de eerste van 39 filmrollen, vijftig inclusief die in televisiefilms. Franciosa speelde tevens wederkerende personages in een vijftal televisieseries. Zijn meest omvangrijke rollen daarin waren die als Valentine Farrow in Valentine's Day en die als Cary Maxwell in Finder of Lost Loves. Inclusief eenmalige gastrollen was Franciosa te zien in meer dan honderd afleveringen van verschillende series.
Franciosa trouwde in 1970 Rita Thiel, zijn vierde echtgenote. Hij kreeg met haar zonen Christopher en Marco en bleef samen met haar tot aan zijn overlijden. Met zijn derde vrouw Judy Balaban (1961–1967) kreeg hij eerder dochter Nina. Franciosa trouwde in 1952 voor het eerst, met schrijfster Beatrice Bakalyar. Nadat hun huwelijk in 1957 stuk liep, hertrouwde hij met actrice Shelley Winters. Aan dat huwelijk kwam in 1960 een eind.

## Filmografie
*Exclusief elf televisiefilms
| - City Hall (1996) - El caçador furtiu (1995) - Double Threat (1993) - Backstreet Dreams (1990) - Ghost Writer (1989) - La morte è di moda (1989, aka Fashion Crimes) - Death House (1987) - Julie Darling (1983) - Tenebre (1982, aka Tenebrae) - Death Wish II (1982) - Kiss My Grits (1982) - Aiutami a sognare (1981, aka Help Me Dream) - La cicala (1980, aka The Cricket) - The World Is Full of Married Men (1979) - Firepower (1979) - The Drowning Pool (1975) - Ghost in the Noonday Sun (1973) - Across 110th Street (1972) - Nella stretta morsa del ragno (1971, aka Web of the Spider) - In Enemy Country (1968) | - The Sweet Ride (1968) - A Man Called Gannon (1968) - Fathom (1967) - The Swinger (1966) - Assault on a Queen (1966) - A Man Could Get Killed (1966) - The Pleasure Seekers (1964) - Rio Conchos (1964) - Period of Adjustment (1962) - Senilità (1962, aka Careless) - Go Naked in the World (1961) - The Story on Page One (1959) - Career (1959) - The Naked Maja (1958) - The Long, Hot Summer (1958) - Wild Is the Wind (1957) - A Hatful of Rain (1957) - A Face in the Crowd (1957) - This Could Be the Night (1957) |

## Televisieseries
*Exclusief eenmalige gastrollen
- Finder of Lost Loves – Cary Maxwell (1984–1985, 23 afleveringen)
- Matt Helm – Matt Helm (1975–1976, 14 afleveringen)
- Search – Nick Bianco (1972–1973, 23 afleveringen)
- The Name of the Game – Jeff Dillon (17 afleveringen, 1968–1970)
- Valentine's Day – Valentine Farrow (1964–1965, 34 afleveringen)